# 1622
1622 (MDCXXII) fue un año común comenzado en sábado según el calendario gregoriano.

## Acontecimientos
- 10 de febrero: Multa de 3000 ducados para los marqueses de Cañete y el exilio de Madrid por haber azotado a unos criados.
- 12 de marzo: En Roma, son canonizados por el papa Gregorio XV: Ignacio de Loyola, Francisco Javier, Teresa de Ávila, Isidro Labrador y Felipe Neri.
- 5 de mayo: en la isla de Zakinto (mar Jónico) 37°36′N 21°00′E / 37.6, 21 se produce un terremoto de 6,6 grados en la escala de Richter y de 9 grados en la escala de Mercalli (de 12 grados). El tsunami resultante termina de destruir los asentamientos costeros, dejando «muchos muertos».
- 29 de agosto: Gonzalo de Córdoba dirigiendo los tercios españoles derrota a las tropas alemanas cerca de Fleurus (Bélgica). La hazaña del general español alcanzó una notable popularidad e inspiró a Lope de Vega la comedia titulada La nueva victoria de don Gonzalo de Córdoba y un cuadro de grandes dimensiones de Vicente Carducho.
- 25 de octubre: Un terremoto de 7,0 sacude la región China de Ningxia, dejando un saldo de 12.000 muertos.
- 22 de diciembre: en Colombia, Miguel Trujillo y Andrés Páez de Sotomayor fundan la villa de Bucaramanga.
- En Roma, el papa canoniza a la monja Teresa de Jesús.
- En Japón son ejecutados 118 religiosos cristianos.
- En Milán (Italia) se crea la Academia de Pintura y Escultura.

## Nacimientos
- Johannes Lingelbach pintor alemán del barroco (f.  1674).
- 15 de enero: Molière (Jean Baptiste Poquelín), dramaturgo francés.
- 4 de mayo: Juan de Valdés Leal, pintor barroco español (f. 1690).

## Fallecimientos
- 7 de enero: Virginia María De Leyva, religiosa italiana.
- 20 de marzo: Osman II, sultán del Imperio otomano.
- 3 de mayo: Pedro Páez, jesuita y viajero español (n. 1564).
- 17 de mayo: Leonello Spada, pintor italiano (n. 1576).
- 3 de junio: Francesco Carracci, pintor italiano (n. 1595).
- 31 de julio: Bernardo de Monroy, religioso de la Orden de la Santísima Trinidad, redentor general, murió mártir en Argel (n. 1559)
- 21 de agosto: Conde de Villamediana, poeta español (n. 1582)
- 12 de diciembre: Bartolomeo Manfredi, pintor italiano (n. 1582).
- Noviembre: Safiye Sultan, Valide sultan de Mehmed III y Cogobernante, y Büyük Valide Sultan en el sultanato de Ahmed I.